# 절차
절차의 다른 뜻은 다음과 같다.
- 행정절차: 행정기관이 규칙 제정·쟁송의 재결, 결정 기타의 행정행위를 할 경우에 준거할 전차
- 적법절차: 개인의 권리보호를 위해 정해진 일련의 법적 절차
- 수술 절차: 여러 수술의 절차
- 회사 정리 절차: 회사정리법에 따라 회사를 갱생시키는 절차
- 할례의 절차: 할례를 위한 수술 절차 또는 할례 기구 또는 장치의 사용
- 표준 운영 절차: 작업자들이 복잡한 루틴의 작업을 수행하는 일을 돕기 위해 조직이 쌓아놓은 단계별 지침들의 모임

## 같이 보기
- 제목에 "절차" 항목을 포함한 모든 문서
- 절차법

| Disambiguation icon | 이 문서는 명칭이 같고 같은 종류에 속하는 여러 대상을 연결하는 색인 문서입니다. |